# Resti umani
(Incipit di Resti umani)
Resti umani è il terzo libro delle avventure dell'antropologa forense Temperance Brennan, ideata da Kathy Reichs, e scritto nel 2000.
Ambientato a Montréal, Canada, ed in Carolina del Nord, il romanzo è un thriller che coinvolge una banda di motociclisti.

## Trama
A Montréal alcune pericolose bande di motociclisti si affrontano in una cruenta guerriglia che sta provocando molti morti tra le varie fazioni.
Si costituisce, dunque, una squadra speciale avente l'obiettivo di arrestare questa spirale di sangue.
Tuttavia, durante le indagini, viene trovato parte dello scheletro di una giovane donna scomparsa dalla Carolina del Nord e, successivamente, una bambina di nove anni viene uccisa in una strada della città canadese.
Così Temperance Brennan, viene strettamente coinvolta nelle indagini di questa vicenda che, inevitabilmente, la metterà in grave pericolo.

## Personaggi
- Temperance Brennan: protagonista ed antropologa forense;
- Andrew Ryan: tenente della Section de Crimes contre la Personne della SUQ (Sûreté du Québec);
- Marc Bergeron: dentista forense;
- Pierre LaManche: direttore dell'Istituto di Medicina legale di Montréal;
- Luc Claudel: tenente della CUM (Communauté Urbaine de Montréal);
- Marc Charbonneau: collega di Claudel.

## Narrazione
Il romanzo è narrato in prima persona dalla protagonista e vi è un intreccio tra descrizioni scientifiche delle procedure utilizzate, la narrazione degli eventi, dei contesti e dei personaggi ed infine le sensazioni e le emozioni delladottoressa.

## Edizioni
- Kathy Reichs, Resti umani, traduzione di Alessandra Emma Giagheddu, Bur, 2005,  pp. 464, cap. 40, ISBN 88-17-12628-4.